# Beuchat
Beuchat, «Бюша» — французская компания, основанная в 1934 году в Марселе, занимающаяся разработкой, производством и продажей оборудования для плавания.

## История

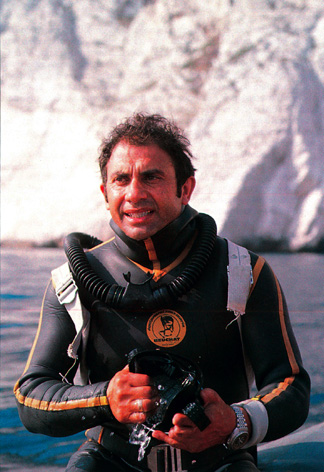
Альбер Фалько в гидрокостюме Tarzan

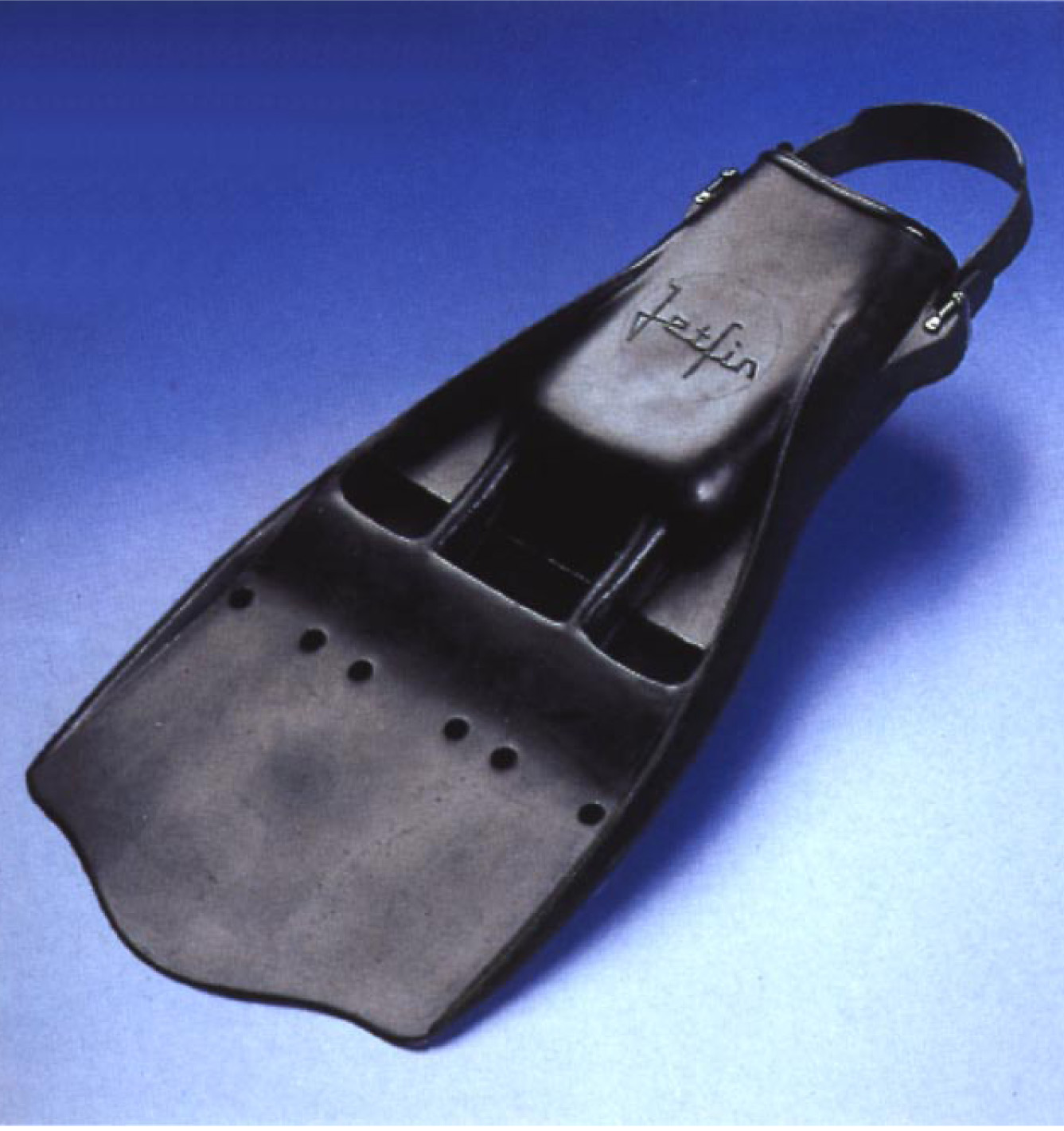
Ласты JetFins

Компанию основал в 1934 году Жорж Бюша, первоначально она производила гарпуны для подводной охоты. В 1947 году компания Бюша начала выпуск подводных ружей Tarzan. В разработке и опробации подводного оборудования принимал участие Альбер Фалько, в 1952 году ставший членом команды Кусто.
В 1953 году Жорж Бюша изобрёл первый в мире водолазный костюм на основе вспененной резины (неопрена). В 1958 году компанией была разработана однооконная маска с компенсатором. В 1963 году начался выпуск водолазного костюма Tarzan. В 1964 году были разработаны регулятор Souplair и ласты JetFin, первые в мире с поперечной щелью.
В 1982 году Жорж Бюша продал компанию семье Альварес де Толедо. Под их началом компания начала развиваться в сторону рекреационного дайвинга. Были поглощены несколько компаний: Sopromeca (1983 год, механические детали), Sodem (1984 год, изделия из пластмассы), Cavalero (1985 год, товары для дайвинга и подводной охоты), Crawl (1986 год, подводные ружья) и Indiplast (1999 год, высокочастотная сварка). В 1990 году были созданы дистрибьюторские компании в Испании, Германии, США и странах Азии, а также открыт завод на Мадагаскаре по производству водолазных костюмов. В 2001 году компанию купила семья Марнья (фр. Margnat).

## Деятельность
Основные направления деятельности Beuchat:
- дайвинг: рекреационный, спортивный, коммерческий, военный;
- подводная охота с задержкой дыхания и фридайвинг;
- сноркелинг (плавание с трубкой).

Продукция реализуется под брендами Pêche Sport, Tarzan, Beuchat, Beuchat Sub, Beuchat International, Masterlift, Jet Fin и другими. Также под брендом Beuchat выпускаются подводные часы.